# Museo Regional de la Laguna
A Museo Regional de la Laguna a mexikói Torreón legjelentősebb múzeuma. A Bosque Venustiano Carranza nevű park déli részén található, modern és funkcionalista épületben főként történelemmel és képzőművészettel kapcsolatos kiállítások láthatók. Keddtől vasárnapig tart nyitva.
A múzeumnak – amely eredetileg csak a Coahuila-beli Cueva de La Candelaria nevű barlang régészeti leleteinek bemutatására létesült – az alapkövét 1973. január elsején tették le, a látogatók előtt 1976. november 22-én nyílt meg. 1999-ben nagyszabású felújításon és bővítésen esett át. Ma a kiállítótermeken kívül rendelkezik könyvtárral, könyvesbolttal, egy 200 személyes konferenciateremmel, kávézóval, mosdókkal és ruhatárral is, valamint szervez nyári tanfolyamokat, lehetőség van oktatási műhelymunkákra és vezetett látogatásokra is.

## Kiállításai
Állandó kiállításai négy teremben tekinthetők meg:
1. A környéken élt törzsek régészeti leleteit (pl. vadászeszközök, varsák, nyílhegyek, textilek) bemutató terem.
2. A mezoamerikai kultúrák (Oaxaca, Mexikói-öböl-mente, maja régiók, nyugat-Mexikó, Mexikói-fennsík) emlékeit (többnyire kerámiákat) bemutató terem.
3. Licio Lagos-terem, ahol a névadó által egész életében gyűjtött, szintén a mezoamerikai kultúrákkal kapcsolatos tárgyak vannak.
4. A különböző mai mexikói népcsoportok kultúráját, ruházatát bemutató terem, különös tekintettel Coahuila, Michoacán, Guerrero, Oaxaca és Chiapas államokra.

Ezek mellett két teremben időszakos kiállítások kaptak helyet.